# Roberto Bagalini
Roberto Bagalini (Sant'Elpidio a Mare, 3 agosto 1978) è un ex arbitro di calcio italiano.

## Carriera
Nato a Sant'Elpidio a Mare (FM), appartiene alla sezione AIA di Fermo. In gioventù intraprese dapprima la carriera di calciatore, ma senza troppo successo. Un suo zio arbitro allora gli consigliò il corso arbitri. Diventato arbitro, fece il suo esordio nel settembre del 1993. Dopo la trafila nelle serie minori, ottenne la promozione nell'organico arbitrale dell'ex Serie C1 e C2 (ora Lega Pro) nell'estate del 2005.
Il suo esordio in serie C1 è datato aprile 2006, nella partita Sangiovannese-Chieti. Dopo cinque anni di permanenza ed oltre 130 gare dirette, il 3 luglio 2010 viene promosso nella neonata C.A.N. B.
Prima di Bagalini, nella sezione arbitri di Fermo, la Serie C fu il massimo traguardo raggiunto da: Andrea Zega di Monte Urano, Joris Verrucci di Porto S. Elpidio, il petritolese Senzacqua e tanti anni addietro il fermano Ginevri Cherri, che fu anche uno dei fondatori della sezione arbitri di Fermo.
Il 16 ottobre 2010 è stato vittima di un episodio singolare: recatosi a Crotone per dirigere la partita tra Crotone e Piacenza, è stato derubato della carta di credito da un conoscente, nonché ex collega arbitro. Le forze dell'ordine hanno celermente reperito la carta di credito e denunciato il ladro.
Il fratello Stefano Bagalini è un calciatore centrocampista di 29 anni, che ha giocato in Serie B con Avellino e Verona e in C1 con Teramo e Reggiana.. Nell'ultima stagione 2010/2011 ha militato con la Sangiustese e con la Fermana.
Il 30 giugno 2011 è stato dismesso per motivi tecnici dalla C.A.N. B.